# Steffan Winkelhorst
Steffan Winkelhorst (ur. 6 marca 1992 w Enschede) – holenderski narciarz alpejski, uczestnik Mistrzostw Świata 2013 i 2017.
Winkelhorst jeszcze nie wystartował na zimowych igrzyskach olimpijskich.
Winkelhorst dwa razy brał udział w mistrzostw świata. Jego najlepszym wynikiem na zawodach tej rangi jest 41. miejsce w gigancie osiągnięte podczas Mistrzostw Świata 2017 w szwajcarskim Sankt Moritz.
Winkelhorst zadebiutował w Pucharze Świata w sezonie 2016/2017 we włoskiej miejscowości Madonna di Campiglio, jednak nie ukończył tam pierwszego przejazdu slalomu.

## Osiągnięcia

### Mistrzostwa świata
| Mistrzostwa       | Konkurencja | Czas    | Wynik | Zwycięzca       |
| ----------------- | ----------- | ------- | ----- | --------------- |
| Schladming 2013   | Supergigant | 1:32,14 | 59.   | Ted Ligety      |
| Schladming 2013   | Gigant      | -       | DNF1  | Ted Ligety      |
| Schladming 2013   | Slalom      | -       | DNF1  | Marcel Hirscher |
| Sankt Moritz 2017 | Gigant      | 2:22,51 | 41.   | Marcel Hirscher |
| Sankt Moritz 2017 | Slalom      | 1:43,69 | 42.   | Marcel Hirscher |